# Ямпольський Стефан Михайлович
Стефа́н Миха́йлович Ямпо́льський  (21 грудня 1906, Ізюм — 9 січня 1998, Київ) — український економіст. Дійсний член НАН України, директор Харківського інженерно-економічного інституту, директор Львівського політехнічного інституту, ректор Одеського політехнічного інституту. Автор багатьох праць, присвячених проблемі науково-технічного прогресу.

## Життєпис
Народився 21 грудня 1906 року в місті Ізюмі Харківської губернії.
З 1927 до 1932 року — студент Харківського інженерно-економічного інституту. Протягом 1931—1938 років працював заступником декана, асистентом, начальник навчальної частини, деканом загально-технічного факультету, заступником директора з наукової роботи, а з 1938 до 1941 року — директором Харківського інженерно-економічного інституту.
У 1941 році захистив кандидатську дисертацію «Основні питання технічної підготовки виробництва у зв'язку з проблемою швидкісного освоєння машин». Згодом присвоєно вчене звання доцента.
З 1941 до 1942 року працював начальником виробництва планового відділу заводу № 525 Народного комісаріату оборони СРСР у місті Куйбишеві. У 1942 році — заступник директора з навчальної та наукової роботи Московського інженерно-економічного інституту. Протягом 1942—1944 років був уповноваженим з виробництва АН СРСР і завідувачем відділу науково-технічної пропаганди, у 1943 році — завідувачем лабораторії № 2, яку очолював Ігор Курчатов.
У 1944—1953 роках працював директором Львівського політехнічного інституту. У 1948 році вийшла його фундаментальна монографія «Швидкісне освоєння нових виробництв», яка привернула увагу наукової та інженерної громадськості СРСР. У 1954—1956 роках перебував у докторантурі, а з 1956 року був завідувачем кафедри економіки та організації машинобудування та приладобудування, доцентом кафедри економіки промисловості, планування і організації виробництва Львівського політехнічного інституту.
У 1957—1965 роках працював завідувачем кафедри економіки промисловості і організації виробництва та обіймав посаду ректора Одеського політехнічного інституту.
В 1961 році в Одесі захистив дисертацію «Шляхи прискорення створення та освоєння нових знарядь виробництва в машинобудуванні» та здобув науковий ступінь доктора економічних наук. Згодом присвоєно вчене звання професора.
З 1965 року — виконувач обов'язків, а з 1969 року — директор Інституту економіки АН УРСР, науковий консультант НАН України, згодом керівник відділу машинобудування та одночасно професор кафедри економіки промисловості в Київському інституті народного господарства. В 1970—1974 роках був головою Ради для вивчення продуктивних сил УРСР, головним редактором журналу «Економіка Радянської України» (1965—1974) й відповідальним редактором «Енциклопедії народного господарства Української РСР» (4 томи, 1969—1972).
В 1967 році обраний дійсним членом (академіком) Академії Наук УРСР

Могила Стефана Ямпольського

Помер 9 січня 1998 року в Києві. Похований на Байковому кладовищі.

## Наукова діяльність
Є засновником наукової школи «Швидкісне освоєння нових виробництв; економіка управління науково-технічним прогресом, економічних проблем створення, освоєння і впровадження нової техніки»
Підготував понад 40 кандидатів і 19 докторів наук. Автор понад 280 наукових праць, присвячених проблемі науково-технічного прогресу.

### Деякі праці
- Вопросы скоростного проектирования и освоения новых конструкций в машиностроении. — М. ; Л. : Изд-во АН СССР, 1944. — 108 с.
- Скоростное освоение новых производств. — М. : Машгиз, 1948. — 155 с.
- Потік — вища форма організації виробництва. — Л. : Вільна Україна, 1948. — 64 с.
- Всемірно прискорювати створення та освоєння виробництва нових машин // Резерви промисловості західних областей України: збірник статей. — Л. : Кн.-журн. вид-во, 1956. — С. 9 — 33.
- Использование производственных резервов // Вопросы повышения производительности труда в машиностроении: сборник.  — М. : Машгиз, 1957. — С. 7 — 24.
- Вопросы измерения и анализа научно-технического прогресса /С. М. Ямпольский, В. Г. Чирков. — К. : Наук. думка, 1971. — 200 с.
- Актуальні проблеми управління науково-технічним прогресом // Резерви прискорення науково-технічного прогресу в промисловості. — К., 1974. — С. 3 — 20.
- Экономическое управление созданием систем машин / С. М. Ямпольский, С. В. Козаченко, В. В. Лобанов, А. М. Майданович. — К. : Наук. думка, 1981. — 235 с.

## Нагороди
- Ордени Леніна, Трудового Червоного Прапора, «Знак Пошани».
- Медалі «30 років Перемоги у Великій Вітчизняній війні 1941—1945 рр.», « У пам'ять 1500-річчя Києва».
- Почесне звання «Заслужений діяч науки УРСР» (20.01.1967)